# 任寶兒
任寶兒（英語：Rachel Yam，1999年3月30日—），香港女模特兒及演員。就讀香港理工大學，有一名男友。健康之膚色令網民留意。

## 演出

### 電視節目（ViuTV）
- 2021年：《考有Feel》主持助理（考正）
- 2021年：《水著考有Feel》主持助理（考正）

## 外部連結
- 任寶兒的Instagram帳戶